# Gustavo Bueno
Gustavo Bueno Martínez (Santo Domingo de la Calzada, 1º settembre 1924 – Llanes, 7 agosto 2016) è stato un filosofo spagnolo, sostenitore di una teoria epistemologica da lui denominata "materialismo filosofico".

## Biografia
Figlio del medico Gustavo Bueno Arnedillo e di María Martínez Pérez, nacque nella cittadina de La Rioja di Santo Domingo de la Calzada. Studiò alle università di La Rioja, Saragozza e Madrid. All'età di venticinque anni, nel 1949, divenne professore all'Istituto Lucía de Medrano di Salamanca, professione che esercitò fino al 1960. 
Dal 1960 si stabilì definitivamente in Asturia, insegnando Fondamenti di Filosofia e Storia dei Sistemi Filosofici all'Università di Oviedo fino al 1998.

## Il materialismo filosofico
Il materialismo filosofico ha un tratto in comune col materialismo tradizionale: la negazione dello spiritualismo ovvero la negazione dell'esistenza di sostanze spirituali. Il materialismo filosofico però non riduce il materialismo ad un grossolano corporeismo, come di fatto accade in altri correnti materialistiche. Il materialismo filosofico ammette l'esistenza di esseri materiali incorporei: ad esempio la distanza esistente tra due bottiglie di acqua poste su un tavolo è reale come le bottiglie stesse; questa distanza è però materialmente incorporea e non ha in sé nulla di spirituale.